# Cyprian von Kuksz

Herb Kukszów

Cyprian von Kuksz herbu Kuksz, Cyprian von Kuks, Cyprian Kuksz (ur. 1804, zm. 19 września 1873 w Klonówce koło Pelplina) – austriacki urzędnik konsularny polskiego pochodzenia.
Początkowo pełnił służbę w austriackiej służbie państwowej - urzędnika (praktykanta) w Zarządzie Krajowym Galicji i Lodomerii (Kaiserl. Königl. Landesgubernium des Königreichs Galizien und Lodomerien) we Lwowie (1828-1830), następnie w austriackiej służbie zagranicznej - kanclerza w konsulacie generalnym Austrii w Warszawie (1834-1848), oraz konsula w Gdańsku (1851-1868).